# Кабальеро, Йоланда
Йоланда Кабальеро — колумбийская легкоатлетка, которая специализируется в беге на длинные дистанции.
В начале спортивной карьеры специализировалась в беге на 3000 метров с препятствиями, на которой заняла 3-е место на чемпионате Южной Америки 2005 года.
На Олимпиаде 2012 года бежала марафон, но не смогла закончить дистанцию. В 2013 году заняла 7-е место на Нью-Йоркском полумарафоне, показав время 1:10.30 — этот результат стал рекордом Колумбии и Южной Америки.

## Сезон 2014 года
2 февраля заняла 2-е место на Полумарафоне Маругаме с результатом 1:10.45.